# Tipula (Arctotipula) dickinsoni
Tipula (Arctotipula) dickinsoni is een tweevleugelige uit de familie langpootmuggen (Tipulidae). De soort komt voor in het Nearctisch gebied.